# Senafe (district)
Cet article concerne le district de l'Érythrée. Pour la ville du même nom, voir Senafe.
Senafe est un district de la région Debub de l'Érythrée. La principale ville et capitale de ce district est Senafe. 